# Casanova, Haute-Corse
Casanova là một xã ở tỉnh Haute-Corse trên đảo Corse, Pháp. Xã này có diện tích 9,89 km², dân số năm 1999 là 304 người. Khu vực này có độ cao 650 mét trên mực nước biển.